# Ubinie
Ubinie (ukr. Убині) – wieś na zachodniej Ukrainie, w rejonie lwowskim (wcześniej w rejonie kamioneckim) obwodu lwowskiego, położona 40 km od Lwowa. Wieś liczy około 350 mieszkańców.

## Historia
Wieś powstała około 1200 roku.
W II Rzeczypospolitej wchodziła w skład województwa tarnopolskiego, powiatu kamioneckiego i gminy Dziedziłów. Pod koniec XIX wieku właścicielami majątku Ubinie była rodzina Polanowskich. Od około 1910 roku do wybuchu II wojny światowej właścicielem był Feliks Domański. Rolnicze gospodarstwo hodowlane będące częścią majątku było gospodarstwem wzorcowym, stanowiło również miejsce praktyk studenckich lwowskiej Akademii Rolniczej w Dublanach.
W 1920 r. pod Ubiniem miały miejsce walki wojny polsko-rosyjskiej 1919-1920.
W 1929 r. wieś liczyła 881 mieszkańców.
Po II wojnie światowej wieś znalazła się w obszarze Ukraińskiej Republiki Radzieckiej, w składzie ZSRR. Od roku 1991 znajduje się na terenie Ukrainy. Wieś jest siedzibą gminy wiejskiej, działa w niej duże prywatne gospodarstwo rolne.

## Zabytki
We wsi znajduje się dziewiętnastowieczna drewniana cerkiew o trzech kopułach, otoczona starodrzewiem. W otoczeniu cerkwi znajduje się murowana kamienna dzwonnica oraz niewielka drewniana kapliczka.
Neoklasycystyczny dwór w Ubiniu uległ zniszczeniu w czasie pożaru w latach 20. XX wieku. Wzniesiony na jego miejscu drewniany parterowy dwór został zniszczony razem z zabudowaniami folwarku w początkach II wojny światowej.